# Acanthogyrus periophthalmi
Acanthogyrus periophthalmi är en hakmaskart som först beskrevs av Wang 1980.  Acanthogyrus periophthalmi ingår i släktet Acanthogyrus och familjen Quadrigyridae. Inga underarter finns listade i Catalogue of Life.